# Pasturatge
|  | «pastura» redirigeix aquí. Vegeu-ne altres significats a «farratge». |

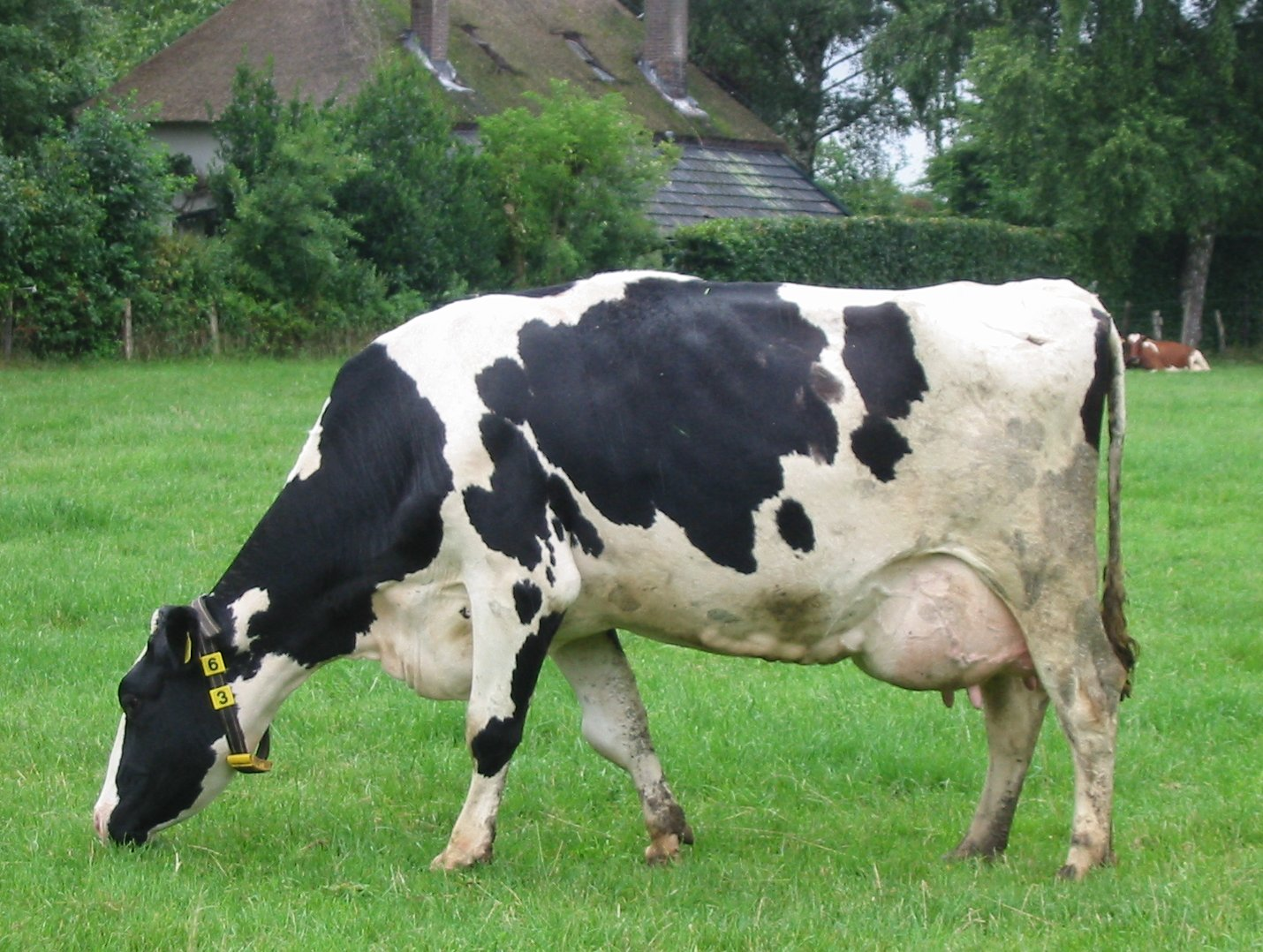
Una vaca pasturant

El pasturatge és la ingestió d'aliment verd per un organisme. Es diferencia de la depredació pel fet que el pasturador no ha de menester atrapar el seu aliment. Si bé els exemples més coneguts de pasturatge són mamífers que s'alimenten d'herba, també es pot produir en rèptils, insectes o ocells que s'alimenten de plantes, algues o plàncton.

## Òrgans digestius
Com que és difícil d'arribar als nutrients de l'herba a causa d'una paret cel·lular espessa i difícil de digerir composta de cel·lulosa, entre d'altres, els animals pasturadors tenen un aparell digestiu més gros que de normal. Els remugants (vaques, girafes, etc.) tenen estómacs addicionals (com ara el rumen, que en realitat és una extensió de l'esòfag) on hi ha microorganismes que fan una pre-digestió del material vegetal. Altres animals (cavalls, conills, etc.) tenen un intestí gros i un cec voluminosos.

## Sobrepasturatge
Sobretot a les èpoques seques, el sobrepasturatge pot ser fatal per al creixement vegetal. Les vaques afecten les plantes més que altres animals com les ovelles o les cabres. Aquestes darreres mengen herba i fulles d'aquí i d'allà, mentre que les vaques s'alimenten repetidament a un mateix lloc fins que resta sense vegetació. La manera d'evitar danys irreversibles a la vegetació és d'evitar que s'alimentin massa animals en una mateixa parcel·la de terreny.

## Efectes del pasturatge
El pasturatge en alguns casos serveix com a biocontrol de plagues que afecten a la vegetació.

## Exemples
- Remugants: antílop, búfal africà, cabra, bou, llama, ovella
- Altres: conill, elefant, cavall